# Circo de Gavarnie
O circo de Gavarnie (em francês: cirque de Gavarnie) é um circo glaciar situado na parte francesa do maciço montanhoso dos Pirenéus, na comuna de Gavarnie, departamento dos Altos Pirenéus e região de Midi-Pirenéus. Faz parte do Parque Nacional dos Pirenéus e desde 1997 que está classificado pela UNESCO como Património Mundial, como parte do sítio Pirenéus-Monte Perdido, partilhado entre a França e a Espanha, e faz parte da Rede dos Grande Sítios de França.
Constituído por uma muralha rochosa semicircular com seis quilómetros de perímetro, é um dos locais mais vistados dos Pirenéus franceses. O terreno calcário cinzento, rosa e ocre foi retorcido e elevado a mais de 3 000 metros de altitude. A parede tem cerca de 1 500 m de altura desde o fundo do vale até a alguns dos cumes mais altos dos Pirenéus, como o Grande Astazu, a torre do Marboré (ou de Gavarnie), o pico do Taillón, o pico do Casco do Marboré (ou de Gavarnie) e o pico do Marboré. Este último, com 3 248 m de altitude, é o ponto mais alto do circo.
A cascata de Gavarnie, situado no circo, tem 422 m de altura e é frequentemente apontada como a mais alta da França Metropolitana e mesmo da Europa. A Brecha de Rolando é outra curiosidade geológica do circo; trata-se de uma fresta natural na crista do cimo do circo, situada a 2 807 m de altitude, com 40 m de largura e 100 m de altura que marca a fronteira entre Espanha e França.

## Toponímia
O circo chama-se ola de Gavarnia em gascão. A primeira parte de Gavarnie tem provavelmente a mesma raiz que gave, a designação genérica dos cursos de água que nascem na região. A origem da segunda parte do nome é mais incerta; segundo Marcel Lavedan, o topónimo pode significar "local elevado situado no interior".

## Geografia

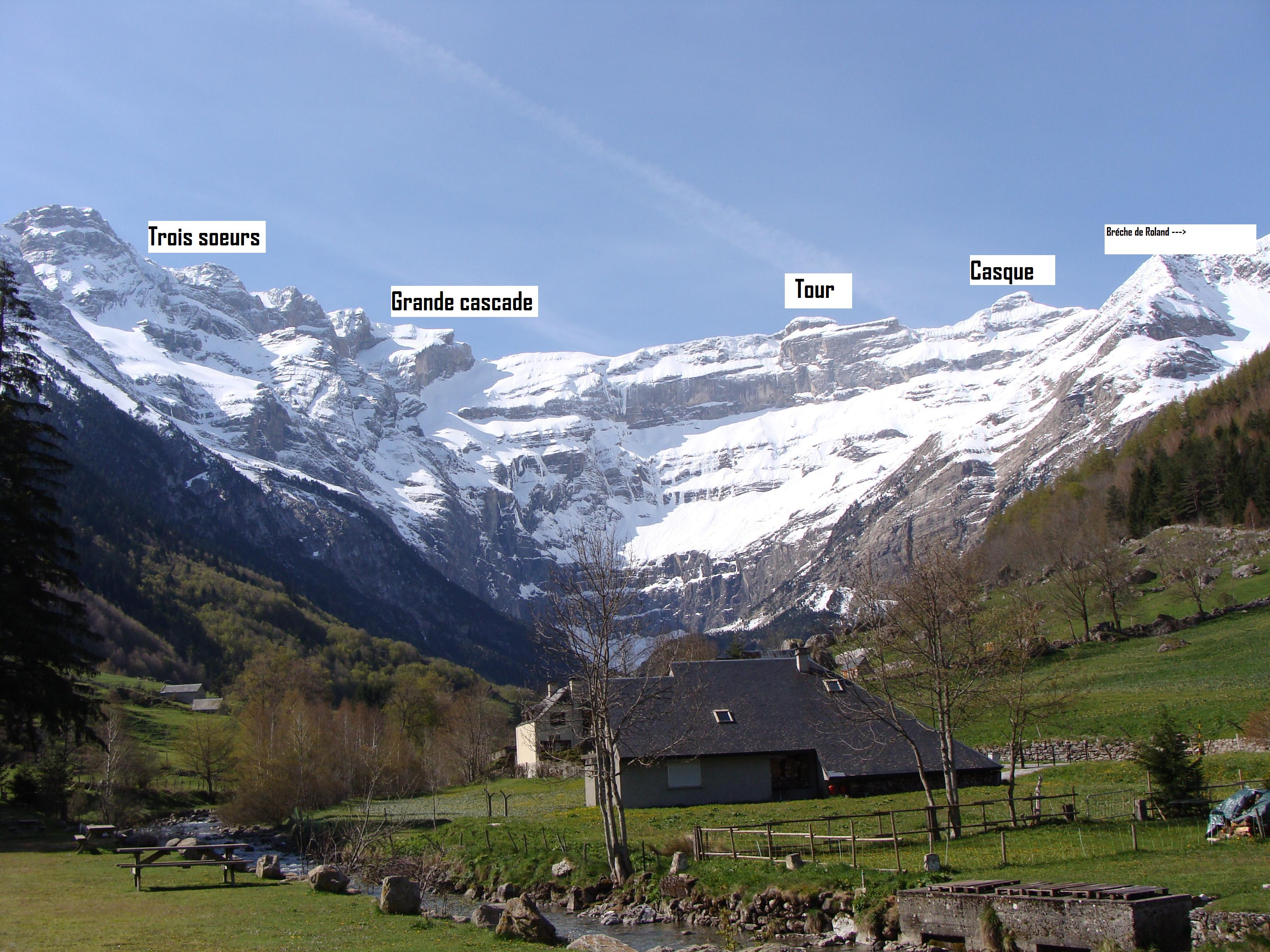
Panorâmica do circo de Gavarnie com alguns dos cumes que o rodeiam assinalados

O circo situa-se no sudoeste da França, nas encostas setentrionais das linha de tergos que marca a fronteira com Espanha. A aldeia de Gavarnie, a mais alta do departamento dos Altos Pirenéus, com menos de 150 habitantes permamentes, situa-se ligeiramente a jusante da junçao entre o fundo do circo de Gavarnie, onde corre o gave (ribeira) de Gavarnie, e o vale dos Pouey Aspé, onde corre o gave de Tourette, na parte alta do vale de Gavarnie. Lourdes situa-se cerca de 50 km a norte.
O circo é rodeado de numerosos cumes; de leste para oeste: o Pequeno Astazu (ou Astazu ocidental, com 3 012 m de altitude), o pico Marboré (3 248 m), o pico Brulle (ou da Cascata central; 3 106 m), o pico da Cascata, o Ombro do Marboré (Épaule du Marboré; 3 073 m), a torre do Marboré (ou de Gavarnie; 3 009 m) e o Casco do Marboré (ou de Gavarnie; 3 006 m).[carece de fontes?]
O semicírculo constituído pelo circo tem cerca de seis quilómetros de perímetro. O fundo do circo, onde se encontram os hotéis, situa-se a cerca de 1 570 m de altitude. A altura das encostas praticamente verticais é cerca de 1 500 m, em três "andares" sucessivos separados por plataformas semelhantes a bancadas menos inclinadas.[carece de fontes?]
No meio do circo, ligeiramente para o lado da encosta oriental, encontra-se a cascata de Gavarnie, com 422 m de altura, onde nasce o gave de Gavarnie, afluente do  gave de Pau. Na linha de cumeadas da parte superior do circo há vários antigos glaciares: o da Brecha, o do Casco, o da Épaule, o da Cascata e o glaciar ocidental do Marboré.
O circo é de origem glaciar. Os terrenos cinzentos, ocres e rosados foram retorcidos e elevados até mais de 3 000 m de altitude.  Os glaciares do Quaternário "sobreescavaram" as bacias de Pragnères, de Gèdre e de Gavarnie; as águas "serraram os ferrolhos" rochosos que as separavam e criaram desfiladeiros, como a garganta de Saint-Sauveur, o mais caraterísticos de todos. A Brecha de Rolando, um entalhe criado por um glaciar, é uma curiosidade geológica.[carece de fontes?]

## História

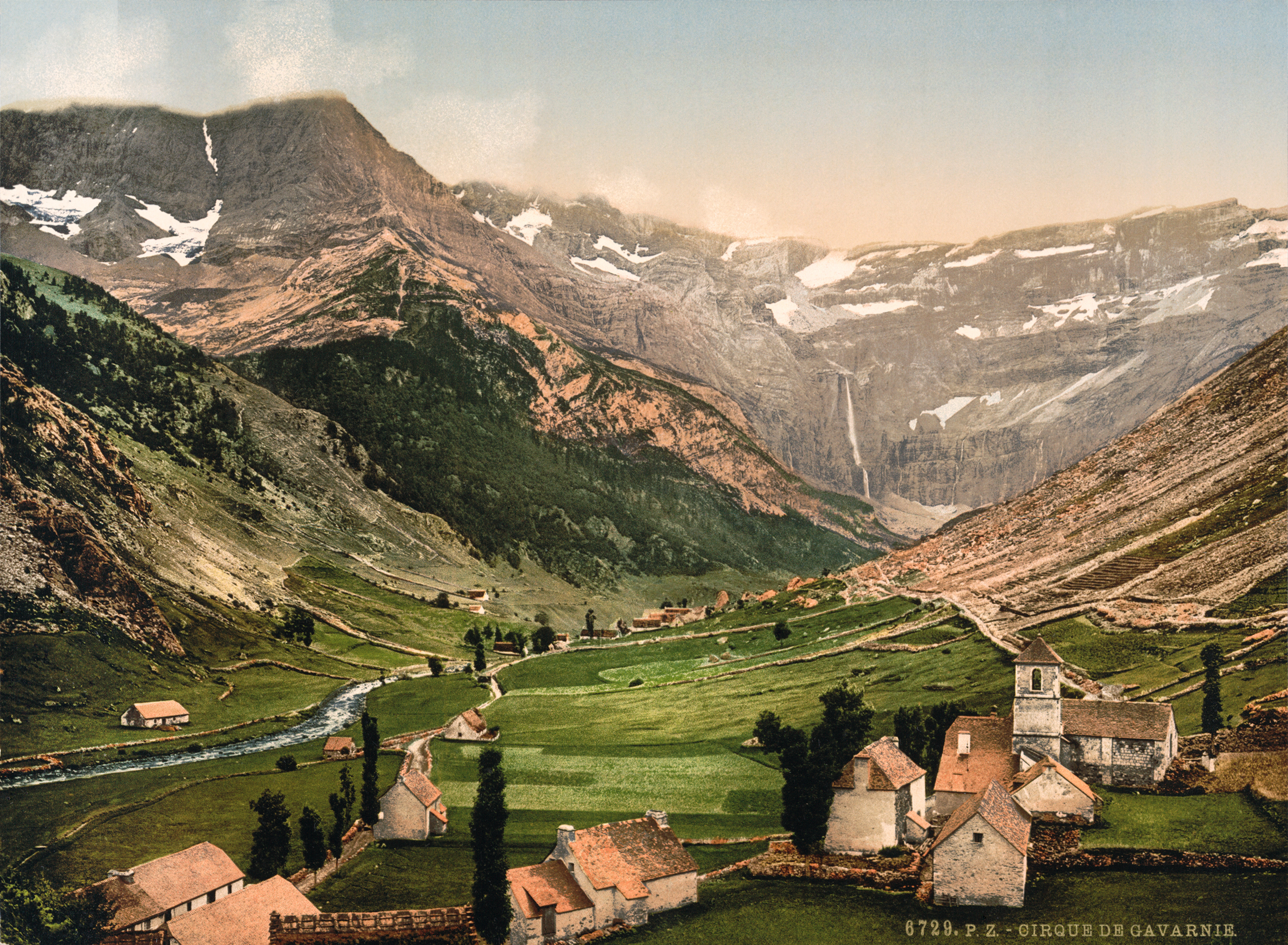
Fotografia do circo e da aldeia de 1900

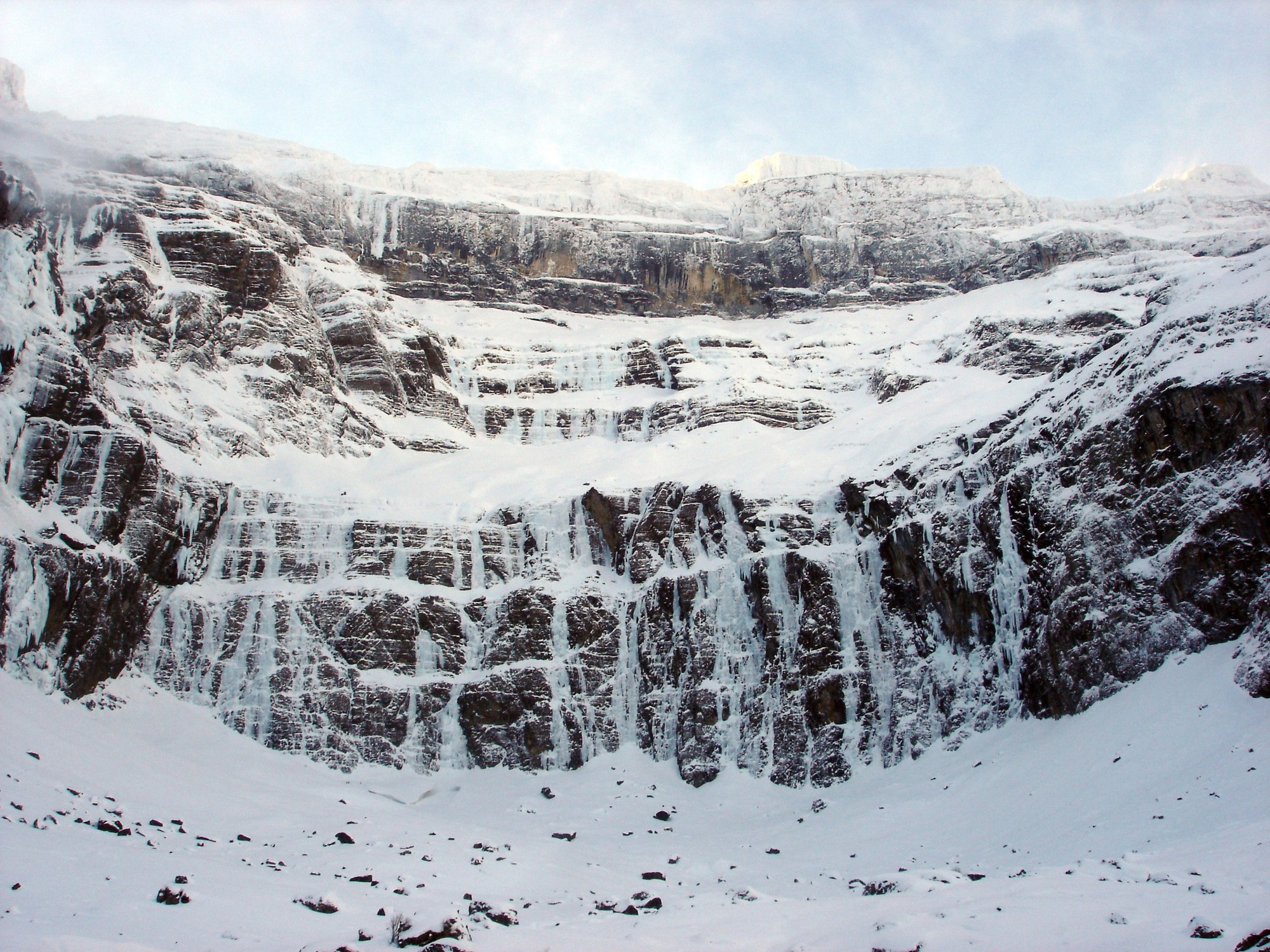
O circo no inverno

No século X, Gavarnie era um simples aldeola de pastores, apesar de ser menos adequado à pastorícia do que o vizinho circo de Troumouse. Contudo, situa-se perto da portela de Boucharo (também chamado de Gavarnie ou, aragonês, de Buixaruelo), na rota de peregrinação de Santiago de Compostela e a sua igreja é uma das etapas do Caminho de Santiago, onde os peregrinos pedem proteção à Virgem do Bom-Porto. Em 1794, durante a Primeira República, foi enviado para a aldeia um destacamento militar para proteger a fronteira das incursões espanholas. A partir daí a aldeia desenvolveu-se, até que em 1842 foi constituída em comuna (município).
No fim do século XVIII e durante o século XIX, o circo foi objeto de numerosos estudos botânicos, geológicos e topgráficos, como os realizados por Louis Ramond de Carbonnières (1755–1827). Pireneístas como Henry Russell (1834–1907) e Margalide et Louis Le Bondidier (1878–1945) interessaram-se pelos cumes de Gavarnie. Escritores como Victor Hugo, pintores como Franz Schrader e fotógrafos deram a conhecer a beleza do local. Todos esses vistantes foram acompanhados pelos guias de montanha locais como François Bernat-Salles, Hippolyte e Célestin Passet, Rondou, Laurens ou Henri Courtade.

## Turismo
Ocirco é acessível pelo fundo do vale a partir da aldeia de Gavarnie ou por cima, pelas escadas dos Sarradets. O município obriga a que os automóveis fiquem num parque de estacionamento pago que na prática é uma estrada que foi transformada em parque. A Brecha de Rolando é acessível a pé a partir do parque das Tentes situado depois da estância de esqui de Gavarnie-Gèdre. O acesso em automóvel ao porto de Boucharo é proibido, havendo um parque gratuito próximo. Quando as cascatas gelam, são usadas para escalada no gelo.[carece de fontes?]
O Festival de Gavarnie é um festival de teatro que se realiza anualmente no verão no circo, que atrai cerca de 10 000 espetadores durante as duas semanas que dura. O grande afluxo de turistas provocado pelo festival, tem levantado receios de que a classificação de Património Mundial possa estar em risco, devido às condições de proteção ecológica não serem compatíveis com a presença de tanta gente.[carece de fontes?]